# Horia, Neamț
Horia là một xã thuộc hạt Neamț, România. Dân số thời điểm năm 2002 là 7172 người.